# 풍계분

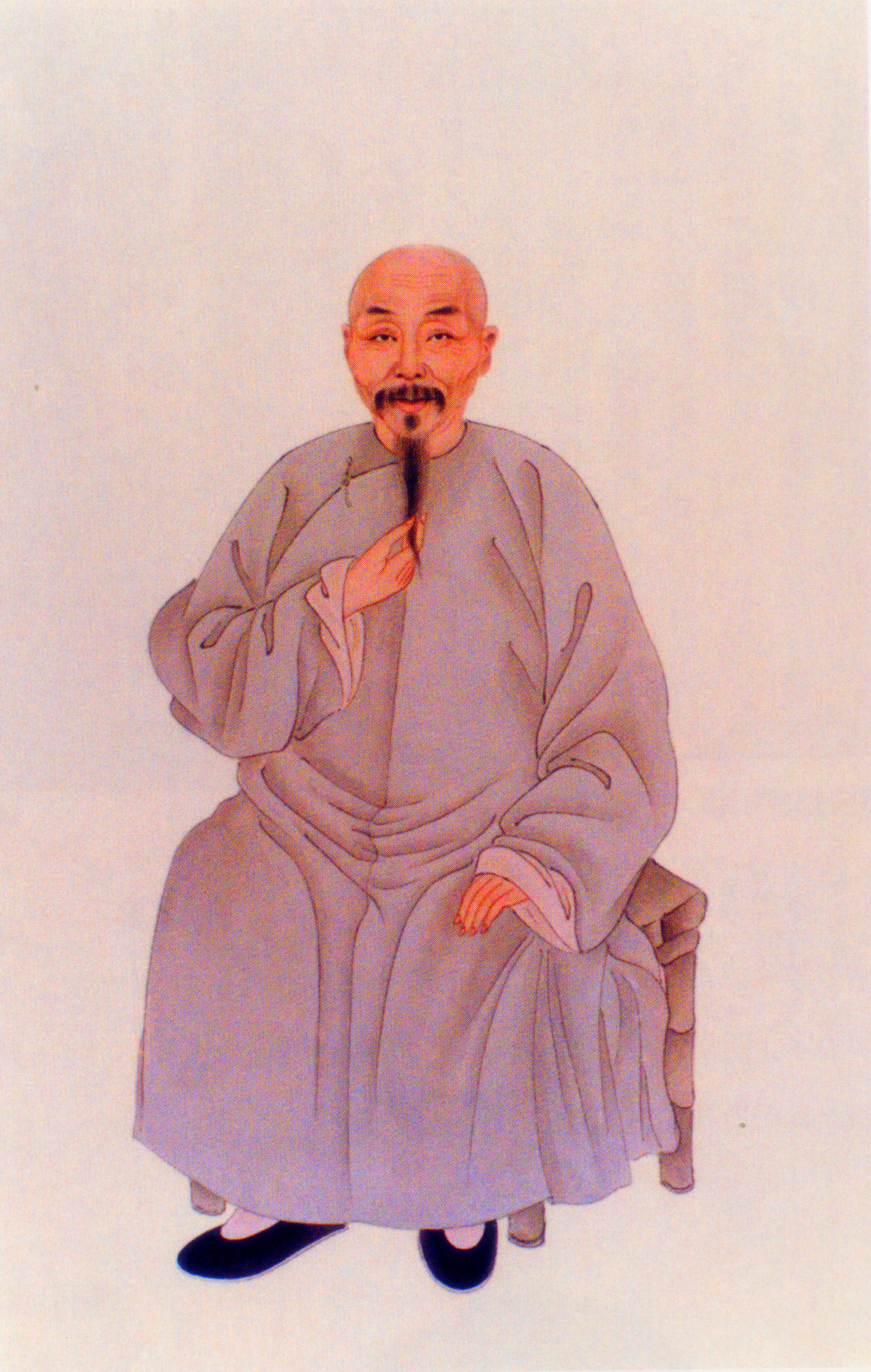
풍계분

풍계분(중국어 정체자: 馮桂芬, 병음: Féng Guìfēn, 1809년 - 1874년)은 청나라 말기의 정치인, 학자이다. 자는 임일(林一), 호는 경정(景亭)이다. 도광제 · 함풍제 · 동치제 3대를 섬겼고, 일찍부터 양무운동 추진을 주창한 인사였다. 병법과 책에 뛰어났다.

## 생애
강소성 우현 출신으로, 1840년(도광 20년) 31세에 진사가 된다. 이것을 시작으로 한림원 편수 등의 직책에 있었다. 아버지의 죽음으로 귀향하여 잠시동안 청경우독의 나날을 보내고 있었다. 하지만 함풍제 즉위 직후에 태평천국의 난이 심화되자 소주를 사수하기 위해 스스로 일단의 의용병을 모아 항전했다. 1860년(함풍 10년)에 소주가 함락되자, 상해로 달아나 그곳에서 증국번의 아래에서 방어를 계속했다.
1862년(동치 원년), 증국번의 부하로 상해에 파견된 이홍장과 함께 상해에서의 전투에서 태평천국의 군대를 격퇴했다. 다음 해 1863년에 소주를 되찾으면서, 다시 학문 연구에 몰두하기 위해 무대에서 물러날 결심을 했다. 그러나 이홍장에 초대되어 참모가 되었고, 동치 연간 청나라 초기 개혁의 반을 헌책했다. 과학 기술, 병력 등의 강화에 기여했다. 서태후의 신임도 두터웠고, 주위의 덕망도 있었지만, 병으로 쓰러져 1874년(동치 13년)에 사망했다.
풍계분이 남긴 발상은 장지동 등에로 계승되어 완성을 보게 된다. 저서로는 《현지당고》(顕志堂稿) 등이 있다.